# Крадљивица књига
Крадљивица књига је историјски роман аустралијског писца Маркуса Зусака, први пут објављен 2005. године. Радња је смештена у нацистичкој Немачкој током Другог светског рата и прати причу девојчице Лизел Мемингер, која налази утеху у крађи књига и дељењу прича у доба рата и насиља. Роман је постао међународни бестселер, преведен је на 63 језика и продат у преко 17 милиона примерака широм света. По мотивима књиге снимљен је истоимени играни филм 2013. године.
Наратив је представљен из перспективе необичне приповедачке фигуре – Смрти, која читаоцима пружа увид у судбине бројних жртава рата. Кроз Лизелине авантуре, роман истражује универзалне теме као што су смрт, губитак, љубав, отпор и значај књижевности у очувању хуманости у дехуманизованом свету.

## Радња
Радња романа започиње 1938. године, када деветогодишња Лизел Мемингер путује са својим млађим братом Вернером возом ка хранитељској породици у малом немачком месту Молхинг. Њихова мајка, комунисткиња, приморана је да их напусти због све веће опасности под нацистичким режимом. Током путовања, Вернер преминуo, што оставља дубок траг на Лизел. На железничкој станици, приликом братове сахране, Лизел краде своју прву књигу – Приручник гробара (The Grave Digger’s Handbook), чиме започиње њена дуготрајна и судбоносна повезаност са речима, књигама и приповедањем. Иако у том тренутку не уме да чита, Лизел показује снажну жељу за учењем и разумевањем света око себе.
По доласку у Молхинг, Лизел је смештена у хранитељску породицу Хуберман, коју чине Ханс и Роза Хуберман. Роза је строга, груба и често застрашујућа фигура, чија се наклоност ретко испољава отворено, док је Ханс благ, стрпљив и пажљив човек, који убрзо постаје Лизелина најважнија подршка. Њихов однос се постепено развија кроз заједничке тренутке, посебно током ноћних сати када Лизел, узнемирена ноћним морама, учи да чита уз Хансову помоћ. Његова посвећеност и нежност омогућавају јој да пронађе утеху и ослонац у новом, непознатом окружењу.
Док се Лизел полако прилагођава новом дому, суочава се са осећањима напуштености и кривице због смрти свог брата. Њено пријатељство са комшијским дечаком Рудијем Штајнером пружа јој подршку и разоноду. Руди је велики обожавалац афроамеричког олимпијског тркача Џесија Овенса, што га инспирише у свакодневним активностима. Заједно, Лизел и Руди упуштају се у различите несташлуке, укључујући шале и крађу хране, чиме развијају снажну и живописну дечију везу у тешким временима.
Лизелина љубав према књигама све више расте, те почиње да краде књиге како би утолила своју жељу за причама и знањем. Један од кључних тренутака је када, док доноси веш из куће своје хранитељке, посети градоначелникову вилу, где је упознаје градоначелникова жена, Илса Херман. Она јој открива своју богатом библиотеку и омогућава јој слободан приступ књигама. Након што градоначелник и његова жена отпуштају Розу Хуберман, Лизел почиње да проваљује у њихову кућу како би наставила да краде књиге. Илса јој ћутке дозвољава ову праксу, остављајући јој поклоне и писмо као знак подршке.
Прича добија драматичан обрта када породица Хуберман одлучује да сакрије Јеврејина Макса Ванденбурга у свом подруму. Максов отац је у Првом светском рату спасао живот Хансу Хуберману, због чега му Ханс сада узвраћа заштитом. Како Макс постаје део домаћинства, он и Лизел успостављају блиску везу засновану на заједничкој љубави према речима и причању. Макс ствара илустровану књигу под називом Човек који стоји иза њих као поклон за Лизел, у којој приказује своје животне борбе и наде.
Како се рат појачава, живот Лизел и њене хранитељске породице све више је погођен суровошћу нацистичког режима. Хуберманови ризикују своје животе да би заштитили Макса Ванденбурга, док Лизел постаје све свеснија прогона Јевреја и ратних последица на своју заједницу. Макс је приморан да напусти кућу Хуберманових након што Ханс Хуберман покаже мали чин љубазности према Јеврејину који је одвођен у концентрациони логор, што изазива сумњу нацистичких власти према породици. Услед тога, Макс бива заробљен и Лизел сведочи како га воде у исти логор.
Напетост у роману достиже врхунац током бомбардовања Молхинга, које има трагичне последице по главне ликове. Лизел преживљава ваздушни напад, али њена хранитељска породица, Ханс и Роза Хуберман, погинули су када је њихова кућа уништена. Међу жртвама је и Руди Штајнер, Лизелин најбољи пријатељ и блиски сапутник, чија смрт оставља дубоку трагу у њеном животу. Овај губитак оставља Лизел усамљену и суочену са огромном тугом.
Након бомбардовања, Лизел је примљена у дом градоначелника и његове супруге, где почиње да обнавља свој живот. У новом окружењу налази утеху у читању и писању, настављајући да чува сећање на Ханса, Розу и Рудија. Градоначелникова супруга, Илса Херман, препознаје Лизелин таленат и страст према приповедању. У овом периоду Лизел поново успоставља контакт са Максом Ванденбургом, који се такође враћа у живот поред ње.
Како се рат приближава крају, искуства Лизел Мемингер обликују њено схватање живота и света око ње. Последња поглавља романа приказују Лизел као одраслу особу која разматра своју прошлост, сећања на вољене које је изгубила и утицај рата на њен живот. На крају, Лизел емигрира у Аустралију, где се удаје и оснива породицу, али њена душа остаје дубоко везана за детињство и људе који су је највише обликовали.
У закључку романа, наратор Смрт се поново враћа Лизелином животу, илуструјући дубок утицај њене приче. Смрт разматра трајну природу људских веза, страсти према причању и начин на који приче обликују идентитете и судбине људи. Овај рефлексивни аспект романа наглашава универзалне теме губитка, наде и отпора.

## Ликови
- Смрт – приповедачка фигура и наратор у роману Крадљивица књига. Представљена као сакупљачица душа, она прича причу о младој девојци Лизел Мемингер током сурових година нацистичке Немачке и Другог светског рата. Смрт читаоцу истовремено преноси контраст између трагичног и смешног, инсистирајући да „ствари свакако могу бити веселе“, али и признајући да „не могу бити лепе“. Понекад је приморана да интервенише у току догађаја, пратећи људске судбине и приче у складу са својом улогом.

- Лизел Мемингер – главна јунакиња романа и девојка на прагу адолесценције са плавом косом и смеђим очима. Након што су нацисти ухапсили и одвели њеног биолошког оца због комунистичких уверења, Лизел и њен млађи брат приморани су да напусте дом. Током путовања брат јој умире, а мајка је присиљена да је пошаље у хранитељску породицу Хуберманових како би је заштитила од нацистичког прогона. Лизел је „крадљивица књига“ из наслова, фасцинирана снагом речи, те током романа краде више књига од гробара, ломачара и градоначелникове супруге Илсе Херман.

- Ханс Хуберман – хранитељ Лизел Мемингер и супруг Розе Хуберман. Бивши немачки војник из Првог светског рата, Ханс је сада хармоникаш и сликар. Развија блиску и топлу везу са Лизел, постајући њен извор снаге и подршке током тешких времена. Иако ни он ни Лизел нису били вешти читаоци у почетку, заједно уче како да читају и пишу речи на зиду у подруму. Ханс такође пружа помоћ Максу Ванденбургу, чији је отац спасао Хансов живот током Првог светског рата.

- Роза Хуберман – хранитељка Лизел Мемингер, супруга Ханса Хубермана и мајка. Позната је по оштром језику и строгом ставу. Физички је грађена „као за гардеробу“, висока око метар и по, са смеђе-сивом косом коју често носи чврсто везану у пунђу. Упркос свом строгом темпераменту, Роза је посвећена супруга и мајка. Да би допунила породични буџет, ради као праоничарка и пегла веш за богатије породице у Молхингу.
- Макс Ванденбург – Јеврејин који се крије од нацистичког режима у подруму породице Хуберман. Син је немачког војника из Првог светског рата који се током рата борио уз Ханса Хубермана, са којим је развио блиско пријатељство. Макс има смеђу, пернату косу и очи боје мочварне смеђе. Током периода нацистичке владавине терора, Ханс га крије у свом дому, ризикујући свој живот. Током боравка код Хуберманових, Макс успоставља јаку везу са Лизел Мемингер засновану на заједничкој љубави према речима и причању. Он пише две илустроване књиге као поклоне за Лизел, укључујући скиц блок који приказује његову животну причу, што доприноси њеном развоју као читаоца и писца. Његова подршка и пријатељство имају кључну улогу у Лизелином опстанку током бомбардовања.[1]
- Руди Штајнер – Лизелин комшија и најбољи пријатељ. Карактеришу га кошчате ноге, плаве очи и коса боје лимуна. Иако има изглед архетипског Немца, Руди не подржава нацистичку партију. Као члан сиромашне породице са шесторо деце, често је гладан и излази у сусрет тешкоћама свакодневног живота. Познат је у комшилуку по „инциденту са Џесијем Овенсом“, када је ноћу офарбао лице црним угљем и претрчао сто метара на спортском терену у знак дивљења афроамеричком олимпијцу. Руди је и академски и атлетски надарен, што привлачи пажњу нацистичких власти и доводи до покушаја његовог регрутовања. Његова неспремност да подржи режим постаје препрека у његовом животу како прича одмиче. Поред пријатељства, Руди развија и романтична осећања према Лизел.
- Илса Херман – супруга градоначелника Молхинга и послодавац Розе Хуберман. Након смрти свог јединог сина Јохана у Првом светском рату, пала је у дубоку депресију. Илса омогућава Лизел Мемингер да је посећује, чита и краде књиге из њене богате библиотеке. Поред тога, поклања Лизел малу црну књижицу која подстиче девојчицу да почне да пише сопствену причу под насловом Крадљивица књига.[1]
- Вернер Мемингер – млађи брат Лизел Мемингер. Током путовања возом са мајком и сестром, изненада је преминуо, а сахрањен је на гробљу у близини железничке пруге. Његова смрт представља покретачки моменат за Лизел, која краде своју прву књигу — Приручник гробара — коју је дечак који је радио на гробљу испустио у близини места сахране.[1]
- Паула Мемингер – мајка Лизел и Вернера Мемингера. У роману се помиње само повремено. Она је принуђена да своју децу пошаље у хранитељске породице како би их заштитила од нацистичког прогона због својих политичких убеђења. Током одрастања, Лизел пише писма мајци, у нади да је још увек жива и да ће им се једног дана поново срести.[1]
- Ханс Хуберман млађи – син Ханса и Розе Хуберман. За разлику од својих родитеља, он је снажно привржен нацистичкој партији, што често доводи до сукоба са оцем. Касније је послат на фронт да учествује у бици за Стаљинград.[1]

## Теме
- Морталитет је једна од централних тема романа Крадљивица књига. Причу уводи наратор Смрт, који наглашава да је смртност неизбежна и присутна у животима свих ликова. Током романа, смрт бројних значајних ликова потврђује ову реалност, нарочито имајући у виду да се радња одвија у време Другог светског рата, када су смрт и геноцид били широко распрострањени. Смрт је у роману приказана на мање удаљен и претећи начин — као приповедач који са бригом и разумевањем објашњава разлоге застрашујућих догађаја и неизбежност одузимања живота. У једном тренутку, Смрт истиче да „чак и смрт има срце“, чиме се наглашава емпатични аспект овог концепта у причи.[2]
- Језик, читање и писање представљени су као кључни симболи изражавања, слободе и идентитета у роману Крадљивица књига. Ови елементи омогућавају личну еманципацију ликова који поседују или стичу писменост, а посебно дефинишу Лизелов пут одрастања. Након сахране свог брата, Лизел проналази књигу коју не уме да прочита, али уз помоћ свог хранитеља Ханса постепено учи да чита и пише. Њен развој у писмености прати њен физички и емотивни раст током приче, што значајно обликује њен карактерни лук.[3] Писменост и језик у роману такође служе као друштвени маркери. Богатији слојеви становништва приказани су као писмени и власници књига и библиотека, док су сиромашнији често неписмени и лишени књижевног власништва. Оштри и често копролошки говор Розе Хуберман симболизује тешке услове живота сиромашнијих класа. Нацистичко спаљивање књига у роману представља симбол зла и тоталитарне контроле. Лизелино спасавање књига из ломаче симболизује њену борбу за слободу и отпор према репресивном систему.[2]
- Љубав је централна тема романа Крадљивица књига, која делује као покретачка снага промена и жртава током читаве приче. Лизел Мемингер превазилази своје трауме учећи да воли и буде вољена од стране своје хранитељске породице и пријатеља. На почетку романа, Лизел је обележена губицима — смрћу брата, раздвајањем од биолошке породице и ратним разарањима која погађају Немачку под нацистичком владавином. Однос који развија са хранитељем Хансом Хуберманом постаје основа њеног емоционалног исцељења и личног раста. Слична динамика постоји и између породице Хуберман и Јеврејина Макса Ванденбурга, чије скривање пркоси нацистичкој политици и људској дискриминацији. Љубав између Лизел и Макса ствара снажан контраст са позадином мржње и фанатизма, посебно имајући у виду Максову јеврејску припадност. Ова тема се преплиће са мотивима идентитета, језика и писања, јер све ове теме у роману пружају слободу и моћ усред хаоса и тоталитарне контроле.[2] Последње речи Лизел у сопственој причи гласе: „Мрзела сам речи и волела их, и надам се да сам их исправила.“[1] Ова реченица илуструје њену способност да својом писменошћу и речима изрази љубав и остави трајан печат.

## Рецепција
Роман Крадљивица књига Маркуса Зусака добио је бројне награде од свог објављивања 2005. године. Међу значајним признањима су:
- 2006: Награда писаца Комонвелта за најбољу књигу (за регион Југоисточне Азије и Јужног Пацифика)
- 2006: Признање за најбољу књигу године од стране часописа Школске библиотеке
- 2006: Награда за мир Данијела Елиота
- 2006: Признање Publishers Weekly за најбољу дечју књигу године
- 2006: Национална јеврејска књижевна награда за дечју и омладинску књижевност[4]
- 2006: Књига године по избору Bulletin Blue Ribbon[5]
- 2007: Награда Мајкла Л. Принца, која се додељује најбољој књизи за тинејџере искључиво на основу квалитета писања[6]
- 2007: Награда Book Sense за књигу године у категорији дечје књижевности
- 2007: Сиднејска књижевна награда Тејлор за најбољу јеврејску дечју и омладинску књижевност
- 2007: Укључена на листу најбољих књига за младе одрасле према Америчком библиотечком клубу

## Филмска адаптација
Филмска адаптација романа Крадљивица књига премијерно је приказана 8. новембра 2013. године. Режију је потписао Брајан Персивал, а сценарио је написао Мајкл Петрони. У главним улогама појављују се Џефри Раш и Емили Вотсон као Ханс и Роза Хуберман, Бен Шнецер као Макс Ванденбург, Нико Лирш као Руди Штајнер и Софи Нелис у улози Лизел Мемингер. Музику за филм компоновао је Џон Вилијамс. Већи део снимљен је у граду Герлиц, у Немачкој.

## Музичка адаптација
Музичко-позоришна верзија романа Крадљивица књига премијерно је изведена у позоришту Октагон у Болтону, Шири Манчестер, Енглеска, 17. септембра 2022. Либрето су написали Џоди Пиколт и Тимоти Ален Макдоналд, док су музику и текст компоновале Елис Самсел и Кејт Андерсон. Режију је потписала Лоте Вејкхам.